# Opname
Opname é um filme de drama neerlandês de 1979 dirigido e escrito por Marja Kok e Erik van Zuylen. Foi selecionado como representante dos Países Baixos à edição do Oscar 1980, organizada pela Academia de Artes e Ciências Cinematográficas.

## Elenco
- Jacob Admiraal - De Bruin
- Frank Groothof - Frank
- Marja Kok - Mrs. De Waal
- Hans Man in 't Veld - Dr. Hageman
- Daria Mohr - Anja Vonk
- Shireen Strooker - enfermeira
- Gerard Thoolen - enfermeiro
- Herman Vinck - pai de Frank